# Un po' per caso, un po' per desiderio
Un po' per caso, un po' per desiderio (Fauteuils d'orchestre) è un film del 2006 diretto da Danièle Thompson.
Thompson, sceneggiatrice di grande successo, ha diretto in questo film anche suo figlio Christopher, che con lei è l'autore della sceneggiatura.
Nominato a cinque Premi César 2007, ha vinto quello per la migliore attrice non protagonista con Valérie Lemercier.
È stato scelto per rappresentare la Francia ai Premi Oscar 2007 come miglior film straniero, venendo selezionato nella prima shortlist, ma non nella cinquina di candidati.

## Trama
Dietro il consiglio della nonna che l'ha cresciuta nella cittadina di Mâcon, Jessica sbarca a Parigi pronta a cogliere quelle opportunità che in provincia è difficile trovare.
Senza esperienze specifiche, si propone con coraggio e disinvoltura in diversi bar e bistrot finché, al Café des Théâtres, il burbero Marcel, la prende in prova in vista di un'imminente "serata di fuoco" nella quale, contemporaneamente, ci saranno un'asta, un concerto e una prima di una commedia teatrale.
La portinaia del Théâtre des Champs-Élysées, Claudie, a pochi giorni dalla pensione, la ospita per la notte, introducendola "dalla porta di servizio" al grande mondo dello spettacolo.
Jessica conosce così Catherine, star di una soap opera televisiva, ma che ai soldi della TV preferirebbe la fama del grande cinema. E intanto alle prove teatrali è un continuo litigio con il regista suo ex marito.
Altro incontro eccezionale di Jessica è quello con il grandissimo pianista Jean-François Lefort. Questi si è stancato del rituale dei concerti e del pubblico che li popola. Vorrebbe lasciare tutto e suonare nelle scuole, negli ospedali, dove si sentirebbe più libero e realizzato. La moglie fatica a seguirlo in questa sua "fuga" e lui che l'ama teme di perderla.
Poi c'è Jacques, un ricco anziano, vedovo e malato (ma questa cosa non la rivelerà a nessuno) e dopo essersi concesso una fidanzata giovane e bellissima, ora ha organizzato un'asta nella quale venderà la sua favolosa collezione di opere d'arte raccolte durante tutta una vita. Il figlio Frédéric, da sempre in conflitto, prova rancore per il padre e non per la vendita della collezione, verso la quale non ha mai avuto simpatia.
Jessica, inizialmente senza volerlo, entra in confidenza con Frédéric, e senza giudicarne alcuni strani comportamenti dà inizio ad un rapporto fatto di estrema franchezza nel quale è lei, giovane e inesperta ma entusiasta della vita a restituire energia e vitalità ad un uomo stanco e disilluso.
Dopo un riavvicinamento con il padre, questi, nell'asta farà appena in tempo a ritirare l'unico pezzo che interessava al figlio, dimostrandogli così un'attenzione forse mai esplicitata prima.
Così mentre l'estrosa Catherine convince un grande regista hollywoodiano a prenderla nel suo prossimo film, e Jean-François dà l'addio alla carriera di "concertista paludato" senza perdere la sua Valentine, Jessica corona con Frédéric il suo desiderio d'amore.

## Produzione
Il pianista François-René Duchâble è stato il consulente tecnico per la musica classica e l'interprete delle parti per pianoforte presenti nel film. Da notare che la storia di questo grande concertista ha spiccate analogie con quelle del personaggio descritto nel film. Duchâble, infatti, al massimo del successo, disse basta al mondo dei concerti ritirandosi non senza clamore e polemiche.

## Riconoscimenti
- 2006 - Festival du Film de Cabourg
  - Swann d'oro alla miglior attrice (Cécile de France)
- 2007 - Premio César
  - Migliore attrice non protagonista (Valérie Lemercier)